# Ameshorst
Koordinaten: 51° 57′ 47″ N, 7° 29′ 1″ O
Das Naturschutzgebiet Ameshorst liegt auf dem Gebiet der Gemeinde Havixbeck im Kreis Coesfeld in Nordrhein-Westfalen.
Das Gebiet erstreckt sich südöstlich des Kernortes Havixbeck und südöstlich der Havixbecker Bauerschaft Herkentrup. Westlich des Gebietes verläuft die Kreisstraße K 50, nördlich die Landesstraße L 581, östlich die K 30 und südlich die L 843.

## Bedeutung
Das etwa 48,4 ha große Gebiet wurde im Jahr 2007 unter der Schlüsselnummer COE-081 unter Naturschutz gestellt. Schutzziele sind die Erhaltung und Entwicklung eines Eichen-Hainbuchenwaldkomplexes durch naturnahe Waldbewirtschaftung und Wiederherstellung des Wasserhaushalts.